# Dorcus
Genre
Dorcus est un genre d'insectes coléoptères de la famille des Lucanidae, de la sous-famille des Lucaninae.

## Liste d'espèces
Selon BioLib (19 aout 2014) :
- Dorcus alexisi Muret & Drumont, 1999
- Dorcus astridae Didier, 1932
- Dorcus bandaensis Okuda, 2000
- Dorcus bhaskarai Hosoguchi, 2006
- Dorcus bolanus Nagel, 1928
- Dorcus branaugi Nagai, 1999
- Dorcus brevis Say, 1825
- Dorcus cuongi Okada, 2009
- Dorcus cylindricus Thomson, 1862
- Dorcus davidis (Fairmaire, 1887)
- Dorcus emikoae Ikeda, 2001
- Dorcus fujiii Nagai & Maeda, 2010
- Dorcus furusui Baba, 2008
- Dorcus gracilicornis Benesh, 1950
- Dorcus hamidi Ikeda, 2005
- Dorcus hansi Schenk, 2008
- Dorcus immundus Arrow, 1938
- Dorcus kamijoi Fujita, 2009
- Dorcus katctinensis Nagai, 2000
- Dorcus katsurai Ikeda, 2000
- Dorcus kirchneri Schenk, 2008
- Dorcus koreanus Jang & Kawai, 2008
- Dorcus kucerai Baba, 2008
- Dorcus kyawi Nagai & Maeda, 2009
- Dorcus mexicanus Benesh, 1944
- Dorcus musimon Gené, 1836
- Dorcus myinti Nagai & Maeda, 2009
- Dorcus nosei Nagai, 2000
- Dorcus parallelipipedus (Linnaeus, 1758) - la petite biche
- Dorcus parallelus (Say, 1823)
- Dorcus peyronis Reiche & Saulcy, 1856
- Dorcus prasobsuki Baba, 2005
- Dorcus primigenius Deichmüller, 1881
- Dorcus prochazkai Schenk, 2004
- Dorcus ratiocinativus Westwood, 1871
- Dorcus rugosus Boileau, 1904
- Dorcus sawaii Tsukawaki, 1999
- Dorcus septentrionalis Bomans, 1990
- Dorcus sewertzowi Semenow, 1891
- Dorcus sinensis (Boileau, 1899)
- Dorcus sukkiti Fukinuki, 2004
- Dorcus suturalis (Westwood, 1871)
- Dorcus tanakai Nagai, 2002
- Dorcus taurus (Johan Christian Fabricius, 1801)
- Dorcus tenuecostatus Fairmaire, 1888
- Dorcus tenuihirsutus Kim, 2010
- Dorcus tityus Hope, 1842
- Dorcus tsunodai Fujita, 2009
- Dorcus vavrai Nonfried, 1905
- Dorcus vicinus Saunders, 1854
- Dorcus yoshinarii Tsubawati, 2008

## Espèces rencontrées en Europe
Selon Fauna Europaea (19 aout 2014) :
- Dorcus alexisi
- Dorcus musimon
- Dorcus parallelipipedus